# Шевченко (Ивановский район)
Шевченко (укр. Шевченко) — бывшее село в Березовском районе Одесской области Украины. Село было подчинено Розквитовскому сельсовету.

## История
По состоянию на 1964 год население — 16 человек. Было включено в состав села Розквит.

## География
Сейчас является юго-западной частью села Розквит. Было расположено на реке Кошкова — юго-западнее села Розквит. На западной окраине расположены мукомольня и кладбище.  